# Torneo Clausura 2016 (El Salvador)
El Torneo Clausura 2016, (conocido por motivos de patrocinio como Liga Pepsi) fue el 36º torneo corto desde la creación del formato de un campeonato Apertura y Clausura, que se juega en la Primera División de El Salvador. El equipo defensor del título era el Alianza FC.
Al igual que el torneo anterior, 12 equipos compitiendo en formato todos contra todos en dos vueltas haciendo un total de 22 partidos por equipo. Los ocho mejores equipos al final de la temporada regular tomarán parte de los cuartos de final (1º vs 8º, 5º vs 4º, 3º vs 6º, 2º vs 7º), luego semifinales (ganadores de la series) y la final que se disputará a un solo partido. El equipo que obtenga menos puntos en la tabla acumulada  (Torneo Clausura 2016 y Apertura 2015) descenderá a la Segunda División.

## Equipos participantes
| Equipo                       | Ciudad       | Entrenadores                                                   | Estadio                        | Capacidad |
| ---------------------------- | ------------ | -------------------------------------------------------------- | ------------------------------ | --------- |
| C.D. Águila                  | San Miguel   | Juan Ramón Sánchez                                             | Estadio Juan Francisco Barraza | 11.000    |
| Alianza F.C.                 | San Salvador | - Rubén Alonso - Daniel Fernández                              | Estadio Cuscatlán              | 54.000    |
| C.D. Atlético Marte          | San Salvador | - Douglas Vidal Jiménez - Juan Sarulyte - Efraín Burgos        | Estadio Cuscatlán              | 43.370    |
| C.D. Dragón                  | San Miguel   | David Sevilla                                                  | Estadio Juan Francisco Barraza | 11.000    |
| C.D. FAS                     | Santa Ana    | - Carlos Eduardo Martínez Sequeira - Roberto "El Toto" Gamarra | Estadio Óscar Quiteño          | 16.000    |
| A.D. Isidro Metapán          | Metapán      | Jorge "El Zarco" Rodríguez                                     | Estadio Jorge "Calero" Suárez  | 10.000    |
| C.D. Juventud Independiente* | Usulután     | - Álvaro Misael Alfaro (1-12) - Mario Martínez (12-...)        | Estadio Sergio Torres          | 4.000     |
| Pasaquina FC                 | Pasaquina    | Hugo Ovelar                                                    | Estadio San Sebastián          | 3.000     |
| Santa Tecla F.C.             | Santa Tecla  | Osvaldo Escudero                                               | Estadio Las Delicias           | 3.000     |
| UES                          | San Salvador | Edgardo "Kiko" Henríquez                                       | Estadio Héroes y Mártires      | 10.000    |
| Sonsonate FC                 | Sonsonate    | Edwin "Bochinche" Portillo                                     | Estadio Ana Mercedes Campos    | 8.246     |
| C.D. Chalatenango            | Chalatenango | - Nelson Ancheta - Ricardo Serrano                             | Estadio José Gregorio Martínez | 15.000    |

- El 1 de diciembre de 2015, se confirmó de parte de los dirigentes de Luis Ángel Firpo que dicha entidad decidió comprar los derechos deportivos del Juventud Independiente, debido tanto a la eliminación del equipo usuluteco en los cuartos de final de la Segunda División, así como de los problemas económicos por los cuales atravesaba el colectivo de San Juan Opico. Sin embargo, Firpo no podrá participar en este Torneo con su propia denominación sino hasta el Apertura 2016.[2]

### Equipos por Departamento
| Departamento | N.º | Equipos                         |
| ------------ | --- | ------------------------------- |
| San Salvador | 3   | Alianza FC; UES; Atlético Marte |
| San Miguel   | 2   | CD Águila; CD Dragón            |
| Santa Ana    | 2   | CD Fas; Isidro Metapán          |
| La Unión     | 1   | Pasaquina FC                    |
| Sonsonate    | 1   | Sonsonate FC                    |
| Usulutàn     | 1   | LA Firpo                        |
| Chalatenango | 1   | Chalatenango                    |
| La Libertad  | 1   | Santa Tecla                     |

| Equipo / Jornada                   | 01  | 02  | 03  | 04  | 05  | 06  | 07  | 08  | 09  | 10  | 11  | 12  | 13  | 14  | 15  | 16  | 17  | 18  | 19  | 20  | 21  | 22  |
| ---------------------------------- | --- | --- | --- | --- | --- | --- | --- | --- | --- | --- | --- | --- | --- | --- | --- | --- | --- | --- | --- | --- | --- | --- |
| Águila                             | 3°  | 1°  | 1°  | 2°  | 2°  | 1°  | 1°  | 1°  | 2°  | 2°  | 2°  | 1°  | 1°  | 1°  | 1°  | 2°  | 2°  | 1°  | 2°  | 2°  | 2°  | 1°  |
| Santa Tecla                        | 9°  | 8°  | 10° | 7°  | 5°  | 3°  | 2°  | 2°  | 3°  | 3°  | 3°  | 2°  | 2°  | 3°  | 2°  | 1°  | 1°  | 2°  | 1°  | 1°  | 1°  | 2°  |
| L.A. Firpo(Juventud Independiente) | 8°  | 3°  | 2°  | 1°  | 1°  | 2°  | 3°  | 3°  | 1°  | 1°  | 1°  | 3°  | 3°  | 2°  | 3°  | 3°  | 3°  | 3°  | 3°  | 3°  | 3°  | 3°  |
| Alianza                            | 1°  | 2°  | 5°  | 6°  | 8°  | 9°  | 9°  | 9°  | 10° | 10° | 10° | 4°  | 4°  | 4°  | 5°  | 4°  | 5°  | 4°  | 4°  | 4°  | 4°  | 4°  |
| Metapán                            | 6°  | 7°  | 9°  | 10° | 10° | 10° | 10° | 10° | 9°  | 9°  | 11° | 10° | 8°  | 6°  | 7°  | 7°  | 7°  | 7°  | 7°  | 6°  | 6°  | 5°  |
| Dragon                             | 11° | 10° | 7°  | 8°  | 9°  | 6°  | 4°  | 5°  | 5°  | 5°  | 5°  | 6°  | 7°  | 8°  | 4°  | 6°  | 6°  | 5°  | 5°  | 5°  | 5°  | 6°  |
| Pasaquina                          | 5°  | 4°  | 3°  | 3°  | 6°  | 8°  | 8°  | 7°  | 7°  | 8°  | 9°  | 9°  | 11° | 11° | 10° | 10° | 10° | 11° | 10° | 8°  | 10° | 7°  |
| Chalatenango                       | 7°  | 5°  | 4°  | 4°  | 3°  | 5°  | 5°  | 6°  | 6°  | 6°  | 6°  | 7°  | 6°  | 7°  | 6°  | 5°  | 4°  | 6°  | 6°  | 7°  | 8°  | 8°  |
| UES                                | 12° | 12° | 12° | 12° | 12° | 11° | 12° | 11° | 11° | 11° | 8°  | 11° | 10° | 10° | 11° | 11° | 11° | 10° | 11° | 10° | 7°  | 9°  |
| Sonsonate                          | 4°  | 9°  | 6°  | 9°  | 7°  | 4°  | 6°  | 4°  | 4°  | 4°  | 4°  | 5°  | 5°  | 5°  | 9°  | 9°  | 9°  | 9°  | 8°  | 9°  | 9°  | 10° |
| Fas                                | 2°  | 6°  | 8°  | 5°  | 4°  | 7°  | 7°  | 8°  | 8°  | 7°  | 7°  | 8°  | 9°  | 9°  | 8°  | 8°  | 8°  | 8°  | 9°  | 11° | 11° | 11° |
| Marte                              | 10° | 11° | 11° | 11° | 11° | 12° | 11° | 12° | 12° | 12° | 12° | 12° | 12° | 12° | 12° | 12° | 12° | 12° | 12° | 12° | 12° | 12° |

|  | Pos. | Equipos de fútbol                   | P. J. | G. | E. | P. | G. F. | G. C. | Dif. | Pts. |
|  | ---- | ----------------------------------- | ----- | -- | -- | -- | ----- | ----- | ---- | ---- |
|  | 1.   | Águila                              | 22    | 13 | 7  | 2  | 29    | 12    | 17   | 46   |
|  | 2.   | Santa Tecla                         | 22    | 12 | 9  | 1  | 45    | 14    | 31   | 45   |
|  | 3.   | L.A. Firpo (Juventud Independiente) | 22    | 12 | 5  | 5  | 31    | 22    | 9    | 41   |
|  | 4.   | Alianza                             | 22    | 8  | 10 | 4  | 33    | 18    | 15   | 34   |
|  | 5.   | Isidro Metapan                      | 22    | 6  | 11 | 5  | 27    | 26    | 1    | 29   |
|  | 6.   | Dragón                              | 22    | 7  | 7  | 8  | 24    | 23    | 1    | 28   |
|  | 7.   | Pasaquina                           | 22    | 7  | 5  | 10 | 28    | 37    | -9   | 26   |
|  | 8.   | Chalatenango                        | 22    | 6  | 7  | 9  | 28    | 39    | -11  | 25   |
|  | 9.   | UES                                 | 22    | 8  | 1  | 13 | 21    | 32    | -11  | 25   |
|  | 10.  | Sonsonate FC                        | 22    | 6  | 5  | 11 | 24    | 35    | -11  | 23   |
|  | 11.  | FAS                                 | 22    | 5  | 6  | 11 | 20    | 26    | -6   | 21   |
|  | 12.  | Atlético Marte                      | 22    | 3  | 5  | 14 | 17    | 43    | -26  | 14   |

|  |                                                 |
|  | clasificados a la Liguilla (Mejores 8 equipos). |

|  |  |

| Santa Tecla  | 0 - 0 | J. Independiente  | 16 de enero de 2016 |
| Águila       | 1 - 0 | Dragón            | 16 de enero de 2016 |
| Pasaquina    | 3 - 3 | Sonsonate         | 16 de enero de 2016 |
| Chalatenango | 1 - 1 | AD Isidro Metapán | 16 de enero de 2016 |
| Fas          | 2 - 1 | Marte             | 17 de enero de 2016 |
| Alianza FC   | 3 - 0 | UES               | 17 de enero de 2016 |

| Pasaquina        | 2 - 0 | UES          | 21 de enero de 2016 |
| Sonsonate        | 1 - 2 | Águila       | 23 de enero de 2016 |
| I Metapán        | 1 - 1 | Alianza FC   | 23 de enero de 2016 |
| J. Independiente | 3 - 0 | Fas          | 23 de enero de 2016 |
| Dragón           | 0 - 0 | Santa Tecla  | 24 de enero de 2016 |
| Marte            | 1 - 2 | Chalatenango | 24 de enero de 2016 |

| Marte        | 1 - 2 | J Independiente | 27 de enero2016 |
| Fas          | 0 - 1 | Dragón          | 27 de enero2016 |
| Santa Tecla  | 0 - 1 | Sonsonate       | 27 de enero2016 |
| Águila       | 1 - 0 | UES             | 27 de enero2016 |
| Pasaquina    | 1 - 0 | I Metapán       | 27 de enero2016 |
| Chalatenango | 2 - 1 | Alianza         | 27 de enero2016 |

| Sonsonate       | 0 - 1 | Fas          | 30 de enero2016 |
| J Independiente | 4 - 1 | Chalatenango | 30 de enero2016 |
| Metapán         | 2 - 2 | Águila       | 30 de enero2016 |
| Dragón          | 1 - 1 | Marte        | 31 de enero2016 |
| UES             | 0 - 2 | Santa Tecla  | 31 de enero2016 |
| Alianza         | 1 - 1 | Pasaquina    | 31 de enero2016 |

| J Independiente | 2 - 2 | Dragón    | 6 de febrero2016 |
| Santa Tecla     | 3 - 1 | Metapán   | 6 de febrero2016 |
| Águila          | 0 - 0 | Alianza   | 6 de febrero2016 |
| Chalatenango    | 1 - 0 | Pasaquina | 6 de febrero2016 |
| Marte           | 0 - 2 | Sonsonate | 7 de febrero2016 |
| Fas             | 1 - 0 | UES       | 7 de febrero2016 |

| Dragón    | 3 - 2 | Chalatenango    | 10 de febrero2016 |
| Sonsonate | 2 - 1 | J Independiente | 10 de febrero2016 |
| UES       | 1 - 0 | Marte           | 10 de febrero2016 |
| Metapán   | 1 - 0 | Fas             | 10 de febrero2016 |
| Alianza   | 1 - 2 | Santa Tecla     | 10 de febrero2016 |
| Pasaquina | 0 - 1 | Águila          | 10 de febrero2016 |

| J Independiente | 2 - 1 | UES       | 13 de febrero2016 |
| CD Fas          | 0 - 0 | Alianza   | 13 de febrero2016 |
| Santa Tecla     | 8 - 0 | Pasaquina | 13 de febrero2016 |
| Marte           | 3 - 2 | Metapán   | 14 de febrero2016 |
| Dragón          | 1 - 0 | Sonsonate | 14 de febrero2016 |
| Chalatenango    | 0 - 0 | Águila    | 14 de febrero2016 |

| Sonsonate | 3 - 2 | Chalatenango    | 20 de febrero2016   |
| Metapán   | 1 - 1 | J Independiente | 20 de febrero2016   |
| Pasaquina | 1 - 0 | Fas             | 20 de febrero2016   |
| Águila    | 1 - 1 | Santa Tecla     | 20 de febrero2016   |
| UES       | 2 - 0 | Dragón          | 21 de febrero2016   |
| Alianza   | 6-1   | Marte           | 16 de marzo de 2016 |

| Sonsonate       | 1 - 0 | UES         | 24 de febrero2016 |
| Dragón          | 1 - 1 | Metapán     | 24 de febrero2016 |
| J Independiente | 2 - 1 | Alianza     | 24 de febrero2016 |
| Marte           | 1 - 1 | Pasaquina   | 24 de febrero2016 |
| Fas             | 1 - 1 | Águila      | 24 de febrero2016 |
| Chalatenango    | 2 - 2 | Santa Tecla | 24 de febrero2016 |

| Chalatenango | 0 - 1 | UES             | 27 de febrero2016 |
| Metapán      | 1 - 0 | Sonsonate       | 27 de febrero2016 |
| Pasaquina    | 0 - 1 | J Independiente | 27 de febrero2016 |
| Águila       | 3 - 1 | Marte           | 27 de febrero2016 |
| Santa Tecla  | 0 - 0 | Fas             | 28 de febrero2016 |
| Alianza      | 1 - 0 | Dragón          | 28 de febrero2016 |

| UES             | 2 - 1 | Metapán      | 4 de marzo2015 |
| Sonsonate       | 1 - 1 | Alianza      | 5 de marzo2015 |
| J Independiente | 0 - 0 | Águila       | 5 de marzo2015 |
| Dragón          | 3 - 0 | Pasaquina    | 6 de marzo2015 |
| Marte           | 0 - 2 | Santa Tecla  | 6 de marzo2015 |
| Fas             | 1 - 3 | Chalatenango | 6 de marzo2015 |

| UES             | 0 - 2 | Alianza      | 11 de marzo2015 |
| J Independiente | 0 - 3 | Santa Tecla  | 12 de marzo2015 |
| Dragón          | 0 - 3 | Águila       | 12 de marzo2015 |
| Sonsonate       | 1 - 2 | Pasaquina    | 12 de marzo2015 |
| Metapán         | 2 - 1 | Chalatenango | 12 de marzo2015 |
| Marte           | 0 - 2 | Fas          | 13 de marzo2016 |

| UES          | 3 - 2 | Pasaquina       | 18 de marzo2016 |
| Chalatenango | 0 - 0 | Marte           | 19 de marzo2016 |
| Santa Tecla  | 2 - 1 | Dragón          | 19 de marzo2016 |
| Águila       | 3 - 1 | Sonsonate       | 19 de marzo2016 |
| Fas          | 1 - 2 | J Independiente | 20 de marzo2016 |
| Alianza      | 0 - 0 | Metapán         | 20 de marzo2016 |

| J Independiente | 2 - 0 | Marte        | 23 de marzo2016    |
| Metapán         | 2 - 1 | Pasaquina    | 23 de marzo2016    |
| Sonsonate       | 1 - 1 | Santa Tecla  | 24 de marzo2015    |
| Dragón          | 2 - 0 | Fas          | 6 de abril de 2016 |
| UES             | 1 - 3 | Águila       | 30 de marzo2016    |
| Alianza         | 2 - 2 | Chalatenango | 31 de marzo2016    |

| Fas          | 4-0   | Sonsonate       | 2 de abril2016 |
| Santa Tecla  | 5-0   | UES             | 2 de abril2016 |
| Águila       | 0-0   | Metapán         | 2 de abril2016 |
| Chalatenango | 2 - 1 | J Independiente | 3 de abril2016 |
| Marte        | 0 - 3 | Dragón          | 3 de abril2016 |
| Pasaquina    | 2 - 2 | Alianza         | 3 de abril2016 |

| UES       | 0 - 0 | Fas             | 8 de abril2016  |
| Dragón    | 0 - 1 | J Independiente | 9 de abril2016  |
| Sonsonate | 2 - 3 | Marte           | 9 de abril2016  |
| Metapán   | 2 - 2 | Santa Tecla     | 9 de abril2016  |
| Pasaquina | 1 - 3 | Chalatenango    | 9 de abril2016  |
| Alianza   | 2 - 0 | Águila          | 10 de abril2016 |

| Chalatenango    | 2 - 2 | Dragón    | 13 de abril2016 |
| J Independiente | 1 - 0 | Sonsonate | 13 de abril2016 |
| Marte           | 2 - 0 | UES       | 13 de abril2016 |
| Fas             | 3 - 3 | Metapán   | 13 de abril2016 |
| Santa Tecla     | 1 - 0 | Alianza   | 13 de abril2016 |
| Águila          | 1 - 0 | Pasaquina | 13 de abril2016 |

| Sonsonate | 0 - 0 | Dragón          | 16 de abril2016 |
| Metapán   | 0 - 0 | Marte           | 16 de abril2016 |
| Pasaquina | 1 - 1 | Santa Tecla     | 16 de abril2016 |
| Águila    | 3 - 0 | Chalatenango    | 16 de abril2016 |
| Alianza   | 1 - 0 | Fas             | 17 de abril2016 |
| UES       | 2 - 1 | J Independiente | 18 de abril2016 |

| Chalatenango    | 1 - 2 | Sonsonate | 23 de abril2016 |
| Dragón          | 2 - 0 | UES       | 23 de abril2016 |
| J Independiente | 3 - 2 | Metapán   | 23 de abril2016 |
| Marte           | 0 - 4 | Alianza   | 23 de abril2016 |
| Fas             | 1 - 2 | Pasaquina | 23 de abril2016 |
| Santa Tecla     | 2 - 0 | Águila    | 23 de abril2016 |

| UES         | 4 - 0 | Sonsonate                    | 27 de abril2016 |
| Metapán     | 1 - 0 | Dragón                       | 27 de abril2016 |
| Alianza     | 0 - 0 | L.A. Firpo (J Independiente) | 27 de abril2016 |
| Pasaquina   | 4 - 1 | Marte                        | 27 de abril2016 |
| Águila      | 1 - 0 | Fas                          | 27 de abril2016 |
| Santa Tecla | 4 - 0 | Chalatenango                 | 27 de abril2016 |

| UES                          | 4 - 0 | Chalatenango | 1 de mayo2016 |
| Sonsonate                    | 1 - 1 | Metapán      | 1 de mayo2016 |
| Dragón                       | 1 - 1 | Alianza      | 1 de mayo2016 |
| L.A. Firpo (J Independiente) | 2 - 1 | Pasaquina    | 1 de mayo2016 |
| Marte                        | 0 - 1 | Águila       | 1 de mayo2016 |
| Fas                          | 2 - 3 | Santa Tecla  | 1 de mayo2016 |

| Metapán      | 2 - 0 | UES             | 7 de mayo2016 |
| Alianza      | 3 - 2 | Sonsonate       | 7 de mayo2016 |
| Pasaquina    | 3 - 1 | Dragón          | 7 de mayo2016 |
| Águila       | 2 - 0 | J Independiente | 7 de mayo2016 |
| Santa Tecla  | 1 - 1 | Marte           | 7 de mayo2016 |
| Chalatenango | 1 - 1 | Fas             | 7 de mayo2016 |

|  | Pos. | Equipos de fútbol | PJ | PG | PE | PP | GF | GC | Dif. | Pts. |
|  | ---- | ----------------- | -- | -- | -- | -- | -- | -- | ---- | ---- |
|  | 1.   | Águila            | 44 | 23 | 16 | 5  | 61 | 33 | 27   | 85   |
|  | 2.   | Santa Tecla       | 44 | 21 | 16 | 7  | 92 | 48 | 44   | 79   |
|  | 3.   | Alianza           | 44 | 18 | 18 | 8  | 72 | 45 | 27   | 72   |
|  | 4.   | Isidro Metapan    | 44 | 17 | 17 | 10 | 69 | 42 | 27   | 68   |
|  | 5.   | Luis Ángel Firpo  | 44 | 17 | 12 | 16 | 51 | 58 | -7   | 63   |
|  | 6.   | Dragón            | 44 | 13 | 16 | 15 | 50 | 48 | 2    | 55   |
|  | 7.   | FAS               | 44 | 14 | 13 | 17 | 48 | 54 | -6   | 55   |
|  | 8.   | Chalatenango      | 44 | 14 | 13 | 17 | 51 | 66 | -15  | 55   |
|  | 9.   | Pasaquina         | 44 | 13 | 15 | 16 | 55 | 64 | -9   | 54   |
|  | 10.  | UES               | 44 | 11 | 10 | 23 | 37 | 62 | -25  | 43   |
|  | 11.  | Sonsonate         | 44 | 10 | 13 | 21 | 46 | 73 | -27  | 43   |
|  | 12.  | Atlético Marte    | 44 | 6  | 15 | 23 | 33 | 72 | -39  | 33   |

|  |                                                   |
|  | Clasificado a la Liga de campeones de la CONCACAF |
|  | Desciende a Segunda División.                     |

|  | Cuartos de final           | Cuartos de final | Cuartos de final |   |               | Semifinales | Semifinales | Semifinales |  |  | Final     | Final | Final |
|  | 2016                       | 2016             | 2016             |   |               | 2016        | 2016        | 2016        |  |  | 2016      | 2016  | 2016  |
|  |                            |                  |                  |   |               |             |             |             |  |  |           |       |       |
|  | CD Chalatenango            | 0                | 1                |   |               |             |             |             |  |  |           |       |       |
|  | CD Águila (*)              | 4                | 0                |   |               |             |             |             |  |  |           |       |       |
|  | CD Águila (*)              | 4                | 0                |   | CD Águila (*) | 1           | 2           |             |  |  |           |       |       |
|  |                            |                  |                  |   | CD Águila (*) | 1           | 2           |             |  |  |           |       |       |
|  |                            | Alianza FC       | 0                | 1 |               |             |             |             |  |  |           |       |       |
|  | I Metapán                  | Alianza FC       | 0                | 1 | 0             | 0           |             |             |  |  |           |       |       |
|  | I Metapán                  |                  |                  |   | 0             | 0           |             |             |  |  |           |       |       |
|  | Alianza FC (*)             | 0                | 1                |   |               |             |             |             |  |  |           |       |       |
|  |                            |                  |                  |   |               |             |             |             |  |  | CD Águila | 0     |       |
|  |                            |                  | CD Dragon(*)     | 1 |               |             |             |             |  |  |           |       |       |
|  | CD Dragon (*)              | 3                | 0                |   |               |             |             |             |  |  |           |       |       |
|  | LA Firpo (J Independiente) | 0                | 2                |   |               |             |             |             |  |  |           |       |       |
|  | LA Firpo (J Independiente) | 0                | 2                |   | CD Dragon (*) | 0           | 1           |             |  |  |           |       |       |
|  |                            |                  |                  |   | CD Dragon (*) | 0           | 1           |             |  |  |           |       |       |
|  |                            | Santa Tecla FC   | 0                | 0 |               |             |             |             |  |  |           |       |       |
|  | Pasaquina FC               | Santa Tecla FC   | 0                | 0 | 2             | 0           |             |             |  |  |           |       |       |
|  | Pasaquina FC               |                  |                  |   | 2             | 0           |             |             |  |  |           |       |       |
|  | Santa Tecla FC (*)         | 2                | 4                |   |               |             |             |             |  |  |           |       |       |

| 11 de mayo de 2016 - 7:00 p. m. | Club Deportivo Chalatenango | 0:4 (0:2) | Club Deportivo Águila                                                     | Gregorio Martínez, Chalatenango                              |                                                              |
|                                 |                             | Reporte   | 8' Héctor Ramos · 9' Héctor Ramos · 51' Nicolás Muñoz · 90' Nicolás Muñoz | Asistencia: 4,426 espectadores Árbitro(s): Jaime Ahid Carpio | Asistencia: 4,426 espectadores Árbitro(s): Jaime Ahid Carpio |

| 14 de mayo de 2016- 7:00 p. m.                          | Club Deportivo Águila | 0:1 (0:0) | C.D. Chalatenango | Estadio Juan Francisco Barraza, San Miguel              |                                                         |
|                                                         |                       | Reporte   | 8' Bladimir Díaz  | Asistencia: 2,790 espectadores Árbitro(s): Joel Aguilar | Asistencia: 2,790 espectadores Árbitro(s): Joel Aguilar |
| Águila avanza a Semifinales por marcador global de 4:1. |                       |           |                   |                                                         |                                                         |

| 11 de mayo de 2016 - 7:30 p. m. | A.D. Isidro Metapán | 0:0 (0:0) | Alianza FC | Estadio Jorge "Calero" Suárez, Santa Ana, Metapán              |                                                                |
|                                 |                     | Reporte   |            | Asistencia: Sin datos de espectadores Árbitro(s): Joel Aguilar | Asistencia: Sin datos de espectadores Árbitro(s): Joel Aguilar |

| 15 de mayo de 2016- 3:30 p. m.                                       | Alianza FC      | 1:0 (1:0) | A.D. Isidro Metapán | Estadio Cuscatlán, San Salvador                         |                                                         |
|                                                                      | 2' Elmer Abarca |           |                     | Asistencia: 9,011 espectadores Árbitro(s): Marlon Mejía | Asistencia: 9,011 espectadores Árbitro(s): Marlon Mejía |
| Alianza Fútbol Club avanza a Semifinales por marcador global de 1:0. |                 |           |                     |                                                         |                                                         |

| 11 de mayo de 2016 - 5:30 p. m. | C.D. Dragón                                                               | 3:0 (2:0) | Luis Ángel Firpo (Juventud Independiente) | Estadio Juan Francisco Barraza, San Miguel                              |                                                                         |
|                                 | 11' Cristian Portillo · 22' Óscar Jiménez (A.G) · 48' Jackson de Oliveira | Reporte   |                                           | Asistencia: Sin datos espectadores Árbitro(s): Ismael Alexander Cornejo | Asistencia: Sin datos espectadores Árbitro(s): Ismael Alexander Cornejo |

| 14 de mayo de 2016 - 6:30 p. m.                              | Luis Ángel Firpo (Juventud Independiente)    | 2:0 (0:0) | C.D. Dragón | Estadio Sergio Torres Rivera, Usulután                          |                                                                 |
|                                                              | 55' Marvin Ramos · 69' Marcelo Posadas (A.G) | Reporte   |             | Asistencia: Sin datos de espectadores Árbitro(s): Por Confirmar | Asistencia: Sin datos de espectadores Árbitro(s): Por Confirmar |
| C.D. Dragón avanza a Semifinales por marcador global de 3:2. |                                              |           |             |                                                                 |                                                                 |

| 11 de mayo de 2016 - 2:30 p. m. | Pasaquina FC                                     | 2:2 (1:2) | Santa Tecla FC                                  | Estadio San Sebastián, Pasaquina, La Unión                    |                                                               |
|                                 | 24' Manuel R. Lucero · 56' Gustavo Gerreño Otazu | Reporte   | 7' Márk Léster Blanco · 41' (pen.) Gerson Mayén | Asistencia: 667 espectadores Árbitro(s): Marlon Alfonso Mejía | Asistencia: 667 espectadores Árbitro(s): Marlon Alfonso Mejía |

| 14 de mayo de 2016 - 4:00 p. m.                              | Santa Tecla FC                                                                | 4:0 (2:0) | Pasaquina FC | Estadio Las Delicias, La Libertad, Santa Tecla         |                                                        |
|                                                              | 19' Iván Mancía · 34' Gerson Mayén · 57' Marlon Cornejo · 60' Gilberto Baires | Reporte   |              | Asistencia: 716 espectadores Árbitro(s): Por Confirmar | Asistencia: 716 espectadores Árbitro(s): Por Confirmar |
| Santa Tecla avanza a Semifinales por marcador global de 6:2. |                                                                               |           |              |                                                        |                                                        |

| 19 de mayo de 2016 - 7:30 p. m. | Alianza Fútbol Club | 0:1 (0:0) | Club Deportivo Águila | Estadio Cuscatlán, San Salvador                                  |                                                                  |
|                                 |                     | Reporte   | 90+2' Héctor Ramos    | Asistencia: 18,485 espectadores Árbitro(s): Elmer Arturo Bonilla | Asistencia: 18,485 espectadores Árbitro(s): Elmer Arturo Bonilla |

| 22 de mayo de 2016- 2:30 p. m.                             | Club Deportivo Águila                        | 2:1 (0:1) | Alianza Fútbol Club    | Estadio Juan Francisco Barraza, San Miguel                         |                                                                    |
|                                                            | 55'Nicolás Muñoz · 62' (pen.)Nicolás Muñoz · | Reporte   | 36' (pen.)Herbert Sosa | Asistencia: (Por confirmar) espectadores Árbitro(s): por confirmar | Asistencia: (Por confirmar) espectadores Árbitro(s): por confirmar |
| CD Águila avanza a Semifinales por marcador global de 3:1. |                                              |           |                        |                                                                    |                                                                    |

| 18 de mayo de 2016 - 2:00 p. m. | CD Dragón | 0:0 (0:0) | Santa Tecla FC | Estadio Juan Francisco Barraza, San Miguel                         |                                                                    |
|                                 |           | Reporte   |                | Asistencia: (Por confirmar) espectadores Árbitro(s): Por Confirmar | Asistencia: (Por confirmar) espectadores Árbitro(s): Por Confirmar |

| 21 de mayo de 2016 - 4:00 p. m.                            | Santa Tecla FC | 0:1 (0:0) | CD Dragón          | Estadio Las Delicias, La Libertad, Santa Tecla                      |                                                                     |
|                                                            |                | Reporte   | 77' Luis Hernández | Asistencia: (Por confirmar) espectadores Árbitro(s): Ventura Santos | Asistencia: (Por confirmar) espectadores Árbitro(s): Ventura Santos |
| CD Dragón avanza a Semifinales por marcador global de 0:1. |                |           |                    |                                                                     |                                                                     |

| 29 de mayo de 2016 - 3:00 p. m. | C.D Águila | 0:1 (0:1) | CD Dragón         | Estadio Cuscatlán, El Salvador, San Salvador                  |                                                               |
|                                 |            |           | 38' Wilman Torres | Asistencia: 28,911 espectadores Árbitro(s): Jaime Ahid Carpio | Asistencia: 28,911 espectadores Árbitro(s): Jaime Ahid Carpio |

|                     |
| CD Dragón 3° título |

| 22    | POR   | Benji Villalobos |     |
| 2     | DEF   | Henry Romero     |     |
| 3     | DEF   | Jimmy Valoyes    |     |
| 13    | DEF   | Deris Umanzor    |     |
| 16    | DEF   | Ibsen Castro     | 52' |
| 12    | MED   | Santos Ortiz     |     |
| 17    | MED   | René Gómez       | 58' |
| 51    | MED   | Erick Villalobos | 70' |
| 21    | MED   | Marlon Trejo     |     |
| 19    | DEL   | Nicolás Muñoz    |     |
| 11    | DEL   | Héctor Ramos     |     |
| D. T. | D. T. | Ramón Sánchez    |     |

| 22    | POR   | Manuel González     |     |
| 2     | DEF   | Luis Hernández      | 62' |
| 6     | DEF   | Jefferson Polío     | 68' |
| 26    | DEF   | Marcelo Posadas     |     |
| 21    | DEF   | Blaz Lizama         |     |
| 16    | MED   | Óscar Portillo      |     |
| 19    | MED   | Bladimir Osorio     |     |
| 29    | MED   | Herberth Ulloa      |     |
| 17    | MED   | Wilman Torres       |     |
| 11    | DEL   | Allan Murialdo      | 74' |
| 8     | DEL   | Jackson de Oliveira |     |
| D. T. | D. T. | Omar Sevilla        |     |

| 8  | Delantero      | Irvin Váldez   | 70' |
| 4  | Defensa        | Fredy Espinoza | 58' |
| 21 | Centrocampista | Marlon Trejo   | 52' |

| 3  | Defensa        | Leonel Guevara | 62' |
| 27 | Defensa        | Sergio Cruz    | 68' |
| 55 | Centrocampista | Axel López     | 74' |

| 38' | Wilman Torres | 0:1 |

| 56' | Héctor Ramos |

| 35' · 56' · 60' | Bladimir Osorio Manuel González Luis Hernández |

| Principal  | Jaime Ahid Carpio           |
| Asistentes | Geovany García Lima         |
|            | David Jonathan Morán Santos |
| Cuarto     | Edenilson Ventura Santos    |

|                    | [[Archivo:\|border\|30px]] | [[Archivo:\|border\|30px]] |
| Tiros              | -                          | -                          |
| Tiros a puerta     | -                          | -                          |
| Faltas             | -                          | -                          |
| Saques de esquina  | -                          | -                          |
| Penaltis           | -                          | -                          |
| Fueras de juego    | -                          | -                          |
| Posesión del balón | %                          | %                          |

| Alineación inicial |

| 22    | POR   | Benji Villalobos |     |
| 2     | DEF   | Henry Romero     |     |
| 3     | DEF   | Jimmy Valoyes    |     |
| 13    | DEF   | Deris Umanzor    |     |
| 16    | DEF   | Ibsen Castro     | 52' |
| 12    | MED   | Santos Ortiz     |     |
| 17    | MED   | René Gómez       | 58' |
| 51    | MED   | Erick Villalobos | 70' |
| 21    | MED   | Marlon Trejo     |     |
| 19    | DEL   | Nicolás Muñoz    |     |
| 11    | DEL   | Héctor Ramos     |     |
| D. T. | D. T. | Ramón Sánchez    |     |

| 22    | POR   | Manuel González     |     |
| 2     | DEF   | Luis Hernández      | 62' |
| 6     | DEF   | Jefferson Polío     | 68' |
| 26    | DEF   | Marcelo Posadas     |     |
| 21    | DEF   | Blaz Lizama         |     |
| 16    | MED   | Óscar Portillo      |     |
| 19    | MED   | Bladimir Osorio     |     |
| 29    | MED   | Herberth Ulloa      |     |
| 17    | MED   | Wilman Torres       |     |
| 11    | DEL   | Allan Murialdo      | 74' |
| 8     | DEL   | Jackson de Oliveira |     |
| D. T. | D. T. | Omar Sevilla        |     |

| 8  | Delantero      | Irvin Váldez   | 70' |
| 4  | Defensa        | Fredy Espinoza | 58' |
| 21 | Centrocampista | Marlon Trejo   | 52' |

| 3  | Defensa        | Leonel Guevara | 62' |
| 27 | Defensa        | Sergio Cruz    | 68' |
| 55 | Centrocampista | Axel López     | 74' |

| 38' | Wilman Torres | 0:1 |

| 56' | Héctor Ramos |

| 35' · 56' · 60' | Bladimir Osorio Manuel González Luis Hernández |

| Principal  | Jaime Ahid Carpio           |
| Asistentes | Geovany García Lima         |
|            | David Jonathan Morán Santos |
| Cuarto     | Edenilson Ventura Santos    |

|                    | [[Archivo:\|border\|30px]] | [[Archivo:\|border\|30px]] |
| Tiros              | -                          | -                          |
| Tiros a puerta     | -                          | -                          |
| Faltas             | -                          | -                          |
| Saques de esquina  | -                          | -                          |
| Penaltis           | -                          | -                          |
| Fueras de juego    | -                          | -                          |
| Posesión del balón | %                          | %                          |

| Alineación inicial |

| 22    | POR   | Benji Villalobos |     |
| 2     | DEF   | Henry Romero     |     |
| 3     | DEF   | Jimmy Valoyes    |     |
| 13    | DEF   | Deris Umanzor    |     |
| 16    | DEF   | Ibsen Castro     | 52' |
| 12    | MED   | Santos Ortiz     |     |
| 17    | MED   | René Gómez       | 58' |
| 51    | MED   | Erick Villalobos | 70' |
| 21    | MED   | Marlon Trejo     |     |
| 19    | DEL   | Nicolás Muñoz    |     |
| 11    | DEL   | Héctor Ramos     |     |
| D. T. | D. T. | Ramón Sánchez    |     |

| 22    | POR   | Manuel González     |     |
| 2     | DEF   | Luis Hernández      | 62' |
| 6     | DEF   | Jefferson Polío     | 68' |
| 26    | DEF   | Marcelo Posadas     |     |
| 21    | DEF   | Blaz Lizama         |     |
| 16    | MED   | Óscar Portillo      |     |
| 19    | MED   | Bladimir Osorio     |     |
| 29    | MED   | Herberth Ulloa      |     |
| 17    | MED   | Wilman Torres       |     |
| 11    | DEL   | Allan Murialdo      | 74' |
| 8     | DEL   | Jackson de Oliveira |     |
| D. T. | D. T. | Omar Sevilla        |     |

| 8  | Delantero      | Irvin Váldez   | 70' |
| 4  | Defensa        | Fredy Espinoza | 58' |
| 21 | Centrocampista | Marlon Trejo   | 52' |

| 3  | Defensa        | Leonel Guevara | 62' |
| 27 | Defensa        | Sergio Cruz    | 68' |
| 55 | Centrocampista | Axel López     | 74' |

| 38' | Wilman Torres | 0:1 |

| 56' | Héctor Ramos |

| 35' · 56' · 60' | Bladimir Osorio Manuel González Luis Hernández |

| Principal  | Jaime Ahid Carpio           |
| Asistentes | Geovany García Lima         |
|            | David Jonathan Morán Santos |
| Cuarto     | Edenilson Ventura Santos    |

|                    | [[Archivo:\|border\|30px]] | [[Archivo:\|border\|30px]] |
| Tiros              | -                          | -                          |
| Tiros a puerta     | -                          | -                          |
| Faltas             | -                          | -                          |
| Saques de esquina  | -                          | -                          |
| Penaltis           | -                          | -                          |
| Fueras de juego    | -                          | -                          |
| Posesión del balón | %                          | %                          |

| Alineación inicial |

| 22    | POR   | Benji Villalobos |     |
| 2     | DEF   | Henry Romero     |     |
| 3     | DEF   | Jimmy Valoyes    |     |
| 13    | DEF   | Deris Umanzor    |     |
| 16    | DEF   | Ibsen Castro     | 52' |
| 12    | MED   | Santos Ortiz     |     |
| 17    | MED   | René Gómez       | 58' |
| 51    | MED   | Erick Villalobos | 70' |
| 21    | MED   | Marlon Trejo     |     |
| 19    | DEL   | Nicolás Muñoz    |     |
| 11    | DEL   | Héctor Ramos     |     |
| D. T. | D. T. | Ramón Sánchez    |     |

| 22    | POR   | Manuel González     |     |
| 2     | DEF   | Luis Hernández      | 62' |
| 6     | DEF   | Jefferson Polío     | 68' |
| 26    | DEF   | Marcelo Posadas     |     |
| 21    | DEF   | Blaz Lizama         |     |
| 16    | MED   | Óscar Portillo      |     |
| 19    | MED   | Bladimir Osorio     |     |
| 29    | MED   | Herberth Ulloa      |     |
| 17    | MED   | Wilman Torres       |     |
| 11    | DEL   | Allan Murialdo      | 74' |
| 8     | DEL   | Jackson de Oliveira |     |
| D. T. | D. T. | Omar Sevilla        |     |

| 8  | Delantero      | Irvin Váldez   | 70' |
| 4  | Defensa        | Fredy Espinoza | 58' |
| 21 | Centrocampista | Marlon Trejo   | 52' |

| 3  | Defensa        | Leonel Guevara | 62' |
| 27 | Defensa        | Sergio Cruz    | 68' |
| 55 | Centrocampista | Axel López     | 74' |

| 38' | Wilman Torres | 0:1 |

| 56' | Héctor Ramos |

| 35' · 56' · 60' | Bladimir Osorio Manuel González Luis Hernández |

| Principal  | Jaime Ahid Carpio           |
| Asistentes | Geovany García Lima         |
|            | David Jonathan Morán Santos |
| Cuarto     | Edenilson Ventura Santos    |

|                    | [[Archivo:\|border\|30px]] | [[Archivo:\|border\|30px]] |
| Tiros              | -                          | -                          |
| Tiros a puerta     | -                          | -                          |
| Faltas             | -                          | -                          |
| Saques de esquina  | -                          | -                          |
| Penaltis           | -                          | -                          |
| Fueras de juego    | -                          | -                          |
| Posesión del balón | %                          | %                          |

| Alineación inicial |

| 22    | POR   | Benji Villalobos |     |
| 2     | DEF   | Henry Romero     |     |
| 3     | DEF   | Jimmy Valoyes    |     |
| 13    | DEF   | Deris Umanzor    |     |
| 16    | DEF   | Ibsen Castro     | 52' |
| 12    | MED   | Santos Ortiz     |     |
| 17    | MED   | René Gómez       | 58' |
| 51    | MED   | Erick Villalobos | 70' |
| 21    | MED   | Marlon Trejo     |     |
| 19    | DEL   | Nicolás Muñoz    |     |
| 11    | DEL   | Héctor Ramos     |     |
| D. T. | D. T. | Ramón Sánchez    |     |

| 22    | POR   | Manuel González     |     |
| 2     | DEF   | Luis Hernández      | 62' |
| 6     | DEF   | Jefferson Polío     | 68' |
| 26    | DEF   | Marcelo Posadas     |     |
| 21    | DEF   | Blaz Lizama         |     |
| 16    | MED   | Óscar Portillo      |     |
| 19    | MED   | Bladimir Osorio     |     |
| 29    | MED   | Herberth Ulloa      |     |
| 17    | MED   | Wilman Torres       |     |
| 11    | DEL   | Allan Murialdo      | 74' |
| 8     | DEL   | Jackson de Oliveira |     |
| D. T. | D. T. | Omar Sevilla        |     |

| 8  | Delantero      | Irvin Váldez   | 70' |
| 4  | Defensa        | Fredy Espinoza | 58' |
| 21 | Centrocampista | Marlon Trejo   | 52' |

| 3  | Defensa        | Leonel Guevara | 62' |
| 27 | Defensa        | Sergio Cruz    | 68' |
| 55 | Centrocampista | Axel López     | 74' |

| 38' | Wilman Torres | 0:1 |

| 56' | Héctor Ramos |

| 35' · 56' · 60' | Bladimir Osorio Manuel González Luis Hernández |

| Principal  | Jaime Ahid Carpio           |
| Asistentes | Geovany García Lima         |
|            | David Jonathan Morán Santos |
| Cuarto     | Edenilson Ventura Santos    |

|                    | [[Archivo:\|border\|30px]] | [[Archivo:\|border\|30px]] |
| Tiros              | -                          | -                          |
| Tiros a puerta     | -                          | -                          |
| Faltas             | -                          | -                          |
| Saques de esquina  | -                          | -                          |
| Penaltis           | -                          | -                          |
| Fueras de juego    | -                          | -                          |
| Posesión del balón | %                          | %                          |

| Alineación inicial |

| 22    | POR   | Benji Villalobos |     |
| 2     | DEF   | Henry Romero     |     |
| 3     | DEF   | Jimmy Valoyes    |     |
| 13    | DEF   | Deris Umanzor    |     |
| 16    | DEF   | Ibsen Castro     | 52' |
| 12    | MED   | Santos Ortiz     |     |
| 17    | MED   | René Gómez       | 58' |
| 51    | MED   | Erick Villalobos | 70' |
| 21    | MED   | Marlon Trejo     |     |
| 19    | DEL   | Nicolás Muñoz    |     |
| 11    | DEL   | Héctor Ramos     |     |
| D. T. | D. T. | Ramón Sánchez    |     |

| 22    | POR   | Manuel González     |     |
| 2     | DEF   | Luis Hernández      | 62' |
| 6     | DEF   | Jefferson Polío     | 68' |
| 26    | DEF   | Marcelo Posadas     |     |
| 21    | DEF   | Blaz Lizama         |     |
| 16    | MED   | Óscar Portillo      |     |
| 19    | MED   | Bladimir Osorio     |     |
| 29    | MED   | Herberth Ulloa      |     |
| 17    | MED   | Wilman Torres       |     |
| 11    | DEL   | Allan Murialdo      | 74' |
| 8     | DEL   | Jackson de Oliveira |     |
| D. T. | D. T. | Omar Sevilla        |     |

| 8  | Delantero      | Irvin Váldez   | 70' |
| 4  | Defensa        | Fredy Espinoza | 58' |
| 21 | Centrocampista | Marlon Trejo   | 52' |

| 3  | Defensa        | Leonel Guevara | 62' |
| 27 | Defensa        | Sergio Cruz    | 68' |
| 55 | Centrocampista | Axel López     | 74' |

| 38' | Wilman Torres | 0:1 |

| 56' | Héctor Ramos |

| 35' · 56' · 60' | Bladimir Osorio Manuel González Luis Hernández |

| Principal  | Jaime Ahid Carpio           |
| Asistentes | Geovany García Lima         |
|            | David Jonathan Morán Santos |
| Cuarto     | Edenilson Ventura Santos    |

|                    | [[Archivo:\|border\|30px]] | [[Archivo:\|border\|30px]] |
| Tiros              | -                          | -                          |
| Tiros a puerta     | -                          | -                          |
| Faltas             | -                          | -                          |
| Saques de esquina  | -                          | -                          |
| Penaltis           | -                          | -                          |
| Fueras de juego    | -                          | -                          |
| Posesión del balón | %                          | %                          |

| Alineación inicial |

| 22    | POR   | Benji Villalobos |     |
| 2     | DEF   | Henry Romero     |     |
| 3     | DEF   | Jimmy Valoyes    |     |
| 13    | DEF   | Deris Umanzor    |     |
| 16    | DEF   | Ibsen Castro     | 52' |
| 12    | MED   | Santos Ortiz     |     |
| 17    | MED   | René Gómez       | 58' |
| 51    | MED   | Erick Villalobos | 70' |
| 21    | MED   | Marlon Trejo     |     |
| 19    | DEL   | Nicolás Muñoz    |     |
| 11    | DEL   | Héctor Ramos     |     |
| D. T. | D. T. | Ramón Sánchez    |     |

| 22    | POR   | Manuel González     |     |
| 2     | DEF   | Luis Hernández      | 62' |
| 6     | DEF   | Jefferson Polío     | 68' |
| 26    | DEF   | Marcelo Posadas     |     |
| 21    | DEF   | Blaz Lizama         |     |
| 16    | MED   | Óscar Portillo      |     |
| 19    | MED   | Bladimir Osorio     |     |
| 29    | MED   | Herberth Ulloa      |     |
| 17    | MED   | Wilman Torres       |     |
| 11    | DEL   | Allan Murialdo      | 74' |
| 8     | DEL   | Jackson de Oliveira |     |
| D. T. | D. T. | Omar Sevilla        |     |

| 8  | Delantero      | Irvin Váldez   | 70' |
| 4  | Defensa        | Fredy Espinoza | 58' |
| 21 | Centrocampista | Marlon Trejo   | 52' |

| 3  | Defensa        | Leonel Guevara | 62' |
| 27 | Defensa        | Sergio Cruz    | 68' |
| 55 | Centrocampista | Axel López     | 74' |

| 38' | Wilman Torres | 0:1 |

| 56' | Héctor Ramos |

| 35' · 56' · 60' | Bladimir Osorio Manuel González Luis Hernández |

| Principal  | Jaime Ahid Carpio           |
| Asistentes | Geovany García Lima         |
|            | David Jonathan Morán Santos |
| Cuarto     | Edenilson Ventura Santos    |

|                    | [[Archivo:\|border\|30px]] | [[Archivo:\|border\|30px]] |
| Tiros              | -                          | -                          |
| Tiros a puerta     | -                          | -                          |
| Faltas             | -                          | -                          |
| Saques de esquina  | -                          | -                          |
| Penaltis           | -                          | -                          |
| Fueras de juego    | -                          | -                          |
| Posesión del balón | %                          | %                          |

| Alineación inicial |

| 22    | POR   | Benji Villalobos |     |
| 2     | DEF   | Henry Romero     |     |
| 3     | DEF   | Jimmy Valoyes    |     |
| 13    | DEF   | Deris Umanzor    |     |
| 16    | DEF   | Ibsen Castro     | 52' |
| 12    | MED   | Santos Ortiz     |     |
| 17    | MED   | René Gómez       | 58' |
| 51    | MED   | Erick Villalobos | 70' |
| 21    | MED   | Marlon Trejo     |     |
| 19    | DEL   | Nicolás Muñoz    |     |
| 11    | DEL   | Héctor Ramos     |     |
| D. T. | D. T. | Ramón Sánchez    |     |

| 22    | POR   | Manuel González     |     |
| 2     | DEF   | Luis Hernández      | 62' |
| 6     | DEF   | Jefferson Polío     | 68' |
| 26    | DEF   | Marcelo Posadas     |     |
| 21    | DEF   | Blaz Lizama         |     |
| 16    | MED   | Óscar Portillo      |     |
| 19    | MED   | Bladimir Osorio     |     |
| 29    | MED   | Herberth Ulloa      |     |
| 17    | MED   | Wilman Torres       |     |
| 11    | DEL   | Allan Murialdo      | 74' |
| 8     | DEL   | Jackson de Oliveira |     |
| D. T. | D. T. | Omar Sevilla        |     |

| 8  | Delantero      | Irvin Váldez   | 70' |
| 4  | Defensa        | Fredy Espinoza | 58' |
| 21 | Centrocampista | Marlon Trejo   | 52' |

| 3  | Defensa        | Leonel Guevara | 62' |
| 27 | Defensa        | Sergio Cruz    | 68' |
| 55 | Centrocampista | Axel López     | 74' |

| 38' | Wilman Torres | 0:1 |

| 56' | Héctor Ramos |

| 35' · 56' · 60' | Bladimir Osorio Manuel González Luis Hernández |

| Principal  | Jaime Ahid Carpio           |
| Asistentes | Geovany García Lima         |
|            | David Jonathan Morán Santos |
| Cuarto     | Edenilson Ventura Santos    |

|                    | [[Archivo:\|border\|30px]] | [[Archivo:\|border\|30px]] |
| Tiros              | -                          | -                          |
| Tiros a puerta     | -                          | -                          |
| Faltas             | -                          | -                          |
| Saques de esquina  | -                          | -                          |
| Penaltis           | -                          | -                          |
| Fueras de juego    | -                          | -                          |
| Posesión del balón | %                          | %                          |

| Alineación inicial |

|                                                                       |
| C.D. Dragón Clasificado a la Liga de Campeones de la Concacaf 2016-17 |

| Pos. | Nac.                | Jugador        | Equipo                              | Goles |
| ---- | ------------------- | -------------- | ----------------------------------- | ----- |
| 1.   | Bandera de Colombia | Bladimir Díaz  | Chalatenango                        | 15    |
| 2.   | Bandera de Panamá   | Nicolás Muñoz  | Águila                              | 13    |
| 3.   | Bandera de Honduras | Williams Reyes | Luis Ángel Firpo (J. Independiente) | 11    |

| Torneo        | Portero                        | Nacionalidad | Equipo       | Partidos | Goles | Prom. |
| ------------- | ------------------------------ | ------------ | ------------ | -------- | ----- | ----- |
| Clausura 2016 | Benji Oldai Villalobos Segovia | El Salvador  | C. D. Águila | 21       | 12    | 0,57  |

| Torneo        | Jugador        | Nacionalidad | Equipo                 | Partidos | Minutos | Tarjetas Amarillas | Tarjetas Rojas |
| ------------- | -------------- | ------------ | ---------------------- | -------- | ------- | ------------------ | -------------- |
| Clausura 2016 | Williams Reyes | El Salvador  | C. D. Luis Ángel Firpo | 21       | 1,980   | 0                  | 0              |

| Torneo        | Jugador              | Nacionalidad | Equipo                 | Partidos | Minutos | Goles | Temporadas en 1a. |
| ------------- | -------------------- | ------------ | ---------------------- | -------- | ------- | ----- | ----------------- |
| Clausura 2016 | José Manuel Barahona | El Salvador  | C. D. Luis Ángel Firpo | 21       | 1,471   | 2     | 1                 |

| Torneo        | Técnico       | Nacionalidad | Equipo       | Partidos | Victorias | Empates | Derrotas | Puntos Logrados |
| ------------- | ------------- | ------------ | ------------ | -------- | --------- | ------- | -------- | --------------- |
| Clausura 2016 | Ramón Sánchez | El Salvador  | C. D. Águila | 22       | 13        | 7       | 2        | 46              |

| Bandera de El Salvador | Bandera de El Salvador |
| ---------------------- | ---------------------- |
| Alianza F. C.          | C. D. Dragón           |

| Bandera de El Salvador |
| ---------------------- |
| C. D. Atlético Marte   |